# Another Git Together
Another Git Together è un album dei Jazztet di Art Farmer e Benny Golson, pubblicato dalla Mercury Records nel 1962. I brani furono registrati al Nola's Penthouse Sound Studios di New York nelle date indicate nella lista tracce.

## Tracce
Lato A
1. Space Station – 5:10 (Grachan Moncur III) – Registrato il 21 giugno 1962 a New York
2. Domino – 6:58 (Don Raye, Jacques Plante, Louis Ferrari) – Registrato il 21 giugno 1962 a New York
3. Another Git Together – 6:12 (Jon Hendricks, Pony Poindexter) – Registrato il 21 giugno 1962 a New York

Lato B
1. Along Came Baby – 5:24 (Benny Golson) – Registrato il 21 giugno 1962 a New York
2. This Nearly Was Mine (from South Pacific) – 6:20 (Richard Rodgers, Lorenz Hart) – Registrato il 28 maggio 1962 a New York
3. Reggie – 4:24 (Benny Golson) – Registrato il 28 maggio 1962 a New York

## Musicisti
- Art Farmer - tromba, flicorno
- Benny Golson - sassofono tenore
- Grachan Moncur III - trombone
- Harold Mabern - pianoforte
- Herbie Lewis - contrabbasso
- Roy McCurdy - batteria